# Tetragnatha orizaba
Tetragnatha orizaba är en spindelart som först beskrevs av Banks 1898.  Tetragnatha orizaba ingår i släktet sträckkäkspindlar, och familjen käkspindlar. Inga underarter finns listade i Catalogue of Life.